# つる (落語)
『つる』は古典落語の演目。「つる」という名前の（でたらめな）由来を教えられた男が、知人にそれを吹聴しようとして言い間違えてしまうという内容である。
寛政元年（1789年）の『炉開噺口切』掲載の小咄「つる」を引き延ばした演目とされる。元は『絵根問』という噺の最後の部分だった。上方落語の4代目桂米團治が、桂玉團治（初代桂春団治の兄）の口演を記憶していてそれをもとに演じるようになった。のちにガリ版印刷の『桂米團治口述 上方落語台本』に記し、若手落語家の稽古本となった。江戸落語では桂歌丸の口演が有名。

## あらすじ

### 上方版
散髪屋で物知りの男の噂を聞きつけ、問答に来たアホの男。「南京虫は脚気になるか」「トンボはめばちこ（物貰い）を患うか」などを聞くが、常識的なことを聞けとたしなめられる。 それではと、散髪屋にあった掛軸の絵の鶴について尋ねると、昔は「首長鳥」と呼んでいたと聞かされ、重ねてなぜその後「つる」と呼ぶようになったかを尋ねる。
そこで、鶴が唐土（もろこし）から飛んで来た際、「雄が『つー』っと」、「雌が『るー』っと」飛んで来たために「つる」という名前になったと教えられる。この男が実は嘘だと言うのも聞かず仕舞いに、今仕入れたばかりの知識を町内に披露しに行くアホの男。
訪れた先で、いざ披露。「つる」の由来について半ば強引に教えるも、「雄が『つるー』っと」と言ってしまったために困り果てる。 いったん物知りの男のもとへ戻り、再びレクチャーしてもらう。 今度は「雄が『つー』っと来て『る』と止まった」と言ってしまったため、苦し紛れに「雌が黙って飛んで来よった」。

### 江戸版
暇つぶしに隠居の所へ来た八五郎。話をしていると、そのうち話題が散髪屋の床の間にあった鶴の掛け軸の事になり、八五郎は「『鶴は日本の名鳥だ』って奴がいたけど、ありゃ何で名鳥なんですか？」と質問。すると、隠居は「日本の名木に『松』がある。松に鶴は良く似合う」と説明した。つい花札を連想しながらも、何とか話を理解した八五郎が、次に質問したのが鶴の由来。
すると隠居は、鶴が唐土から飛んで来た際、「雄が『つー』っと」、「雌が『るー』っと」飛んで来たために「つる」という名前になったと説明。それをジョークだと見切った八五郎は、その話を他のところで披露し、引っかかった相手を笑ってやろうと隠居の所を飛び出した。
しかし、余りにも慌てていたせいで話の内容を忘れてしまい失敗。隠居の所へ戻り、もう一度話をしてもらって再び臨むがまた失敗してしまう。落ち（サゲ）は八五郎が泣いて終わる。結末は同じ。

## 口演での特徴
4代目桂米團治は「この噺は落語のエッセンスやで。短い中に話術のほとんどすべてのテクニックがそろっている。（中略）これにないのは地の文だけや」と評していた。
4代目米團治の弟子の3代目桂米朝は、言い方を再度教えてもらった男が改めて吹聴しに行く際は「ツーッと飛んできて」から「ルッと止まった」に行く前に「ちゃんと間をあけないとウケない」と指摘していた。
物知りが教えた「珍説」を、主人公が頭から信じ込んで失敗するパターンと、ジョークだと理解した上で使おうとするパターンの二つがあり、2代目桂枝雀は後者の演じ方をしたが、これを真似ようとする若手に対して3代目桂米朝は「（引用者注：ウソだと）わかってることにすると、主人公のキャラクターから変えなあかんのやで」という注意をおこなっていた。

## 類似の演目
演目『十徳』は、「…の如く」が二つ重なるから「十徳」だという由来を話そうとして「…に似たり」が重なるから「これはしたり」という落ちになるという話で、構成が類似する。